# しまなみ誰そ彼
『しまなみ誰そ彼』（しまなみたそがれ）は、鎌谷悠希による日本の漫画。自分の性指向（同性愛、ゲイ）に気づいた青年を軸に、同性愛、差別、偏見、などについて、青春という複雑な心境を交えて描かれる、性と生と青春の物語。漫画雑誌『ヒバナ』（小学館）で2015年4月号（創刊号）から連載開始。同誌が2017年9月号で刊行中止となってからは、小学館のウェブコミック配信サイト『裏サンデー』および漫画アプリ『マンガワン』に移籍。2018年1月から5月まで連載された。

## あらすじ
舞台は広島県の尾道。要介は、クラスメイトに「ホモ動画」を観ているところを見られたのがきっかけで、自分の性指向が知られたのではないかと怯え、自殺を考える。そんな彼の前に突如あらわれた「誰かさん」と呼ばれる女性は、要介を「談話室」へと誘う。そこには、レズビアンである大地さんなど、様々な悩みを抱えた人たちがおり、彼女たちと話をすることで、次第に心の苦しみを癒していく。

## 登場人物
要介（かなめたすく）
本作の主人公。島波高校に通う学生。卓球部員。自分がゲイであると気づき、悩み苦しむ。好きな相手はバレー部の椿君。
誰かさん
『談話室』の住人。女性。「何でも話して。聞かないけど。」と言い、様々な悩みを聞いている。
橘（たちばな）
たすくの卓球部の友達。
大地春子（だいちはるこ）
談話室のメンバー。NPO法人空き家再生『猫集会』の代表。レズビアン。パートナーは早輝。
早輝（さき）
談話室のメンバー。レズビアン。パートナーは春子。
内海（うつみ）
談話室のメンバー。NPO法人空き家再生猫集会のスタッフ。
チャイコさん
談話室のメンバー。たすくにチャイコフスキーの曲（交響曲第一番『冬の日の幻想』など）をプレゼントする。

## 書誌情報
- 鎌谷悠希『しまなみ誰そ彼』小学館〈ビッグコミックス〉、全4巻
  1. 2015年12月11日発売、ISBN 978-4-09-187419-1
  2. 2016年10月12日発売、ISBN 978-4-09-189276-8
  3. 2017年11月15日発売、ISBN 978-4-09-189740-4
  4. 2018年7月19日発売、ISBN 978-4-09-860040-3